# Wappen des Irak

Wappen des Irak von 2004 bis 2008.
Wappen des Irak 1991 bis 2004.
Wappen des Irak von 1965 bis 1991.
Wappen des Irak von 1959 bis 1965.
Wappen des Königreiches Irak von 1921 bis 1958.

Das Wappen des Irak wurde offiziell 1965 eingeführt. Allerdings war bis 1992 die Teilung des Wappenschilds vertikal statt horizontal. Die Schreibung des 1992 eingefügten Schriftzugs „Allahu akbar“ wurde 2004 in kufische Schrift umgestellt. 2008 wurden die drei grünen Sterne entfernt.
Das Wappen besteht aus einem Saladin-Adler mit Brustschild, welcher die Landesfarben rot-weiß-schwarz zeigt. Im weißen Feld befindet sich die Aufschrift „Allahu Akbar“ für „Allah ist groß“. In den Krallen hält der Adler den Schriftzug al-Jumhariya al-Iraqiya (Irakische Republik).
Der Saladin-Adler wurde auch von der Vereinigten Arabischen Republik verwendet. Der Irak wollte 1965 damit seinen Willen zur Vereinigung mit Syrien und Ägypten bekunden. Aus diesen Plänen wurde allerdings nichts.
Zusammen mit dem Entwurf einer neuen irakischen Flagge wurde vom provisorischen Regierungsrat am 26. April 2004 auch die Änderung der Staatsinsignien beschlossen:
Ein Stern mit Weizenähre, 1958 bei der Ausrufung der Republik Irak festgelegt, soll wieder verwendet werden. Die Änderung wurde damals nicht vorgenommen, allerdings wurden 2008 die drei Sterne aus der Flagge entfernt, so dass auch eine Änderung des Wappens notwendig wurde.